# Babooshka
Babooshka is een single van de Britse zangeres Kate Bush. Het nummer werd een van de grootste en meest bekende hits van Bush. Het nummer opent haar derde studioalbum Never for ever uit 1980. Op 27 juni dat jaar werd het nummer eerst in het Verenigd Koninkrijk en Ierland uitgebracht als de tweede single van het album. In augustus volgden het Europese vasteland, Israël, Australië, Nieuw-Zeeland, Japan, Zuid-Afrika, de VS, Canada, Argentinië en Brazilië.

## Achtergrond
Volgens een interview dat Kate Bush gaf aan het Australische tv-programma Countdown in 1980, gaat het nummer over een vrouw die de trouw van haar echtgenoot wil testen. Om dit te bereiken schrijft ze hem liefdesbrieven onder het pseudoniem Babooshka. De echtgenoot herkent de karaktertrekken van zijn vrouw voordat zij getrouwd en nog gelukkig waren (Just like his wife before she "freezed" on him/Just like his wife when she was beautiful.) en wordt verliefd. Ze besluiten elkaar te ontmoeten en hiermee heeft de vrouw de relatie kapotgemaakt vanwege haar paranoia.
In de videoclip is Kate Bush te zien in een zwarte bodysuit met op het hoofd een sluier, in haar rol als de verbitterde vrouw. Zij staat naast een contrabas die haar echtgenoot symboliseert. Wanneer het refrein start, verandert Bush in het alter ego Babooshka.
Babooshka werd in het Verenigd Koninkrijk Kate Bush haar tweede top 5-hit en verkocht meer dan 250.000 exemplaren volgens de British Phonography Industry. In Australië bereikte het lied zelfs de nummer 2-positie en werd daar de 20ste best verkopende single van 1980. In Frankrijk verkocht de single meer dan 547.000 exemplaren en werd daar de 465ste best verkopende single aller tijden.
De B-kant van de single was Ran tan waltz.

## NPO Radio 2 Top 2000
| Nummer met noteringen in de NPO Radio 2 Top 2000 | '00  | '01 | '02  | '03  | '04  | '05  | '06  | '07  | '08  | '09  | '10  | '11  | '12 | '13  | '14  | '15  | '16  | '17  | '18  | '19 | '20  | '21  | '22  | '23  | '24  |
| ------------------------------------------------ | ---- | --- | ---- | ---- | ---- | ---- | ---- | ---- | ---- | ---- | ---- | ---- | --- | ---- | ---- | ---- | ---- | ---- | ---- | --- | ---- | ---- | ---- | ---- | ---- |
| Babooshka                                        | 1245 | -   | 1321 | 1290 | 1267 | 1406 | 1433 | 1500 | 1413 | 1366 | 1422 | 1448 | 947 | 1396 | 1718 | 1726 | 1766 | 1940 | 1959 | -   | 1907 | 1538 | 1198 | 1362 | 1265 |

1. ↑  Een '-' betekent dat het nummer niet was genoteerd en een vetgedrukt getal geeft de hoogste notering aan.
2. ↑  2000 was het eerste jaar met een notering voor dit nummer.